# آنیر-سور-نویر
آنیر-سور-نویر (به فرانسوی: Asnières-sur-Nouère) یک کمون در فرانسه است که در canton of Hiersac واقع شده‌است. آنیر-سور-نویر ۲۱٫۱۷ کیلومتر مربع مساحت دارد ۱۰۹ متر بالاتر از سطح دریا واقع شده‌است.